# Округ Беркли (Западна Вирџинија)
Округ Беркли (енгл. Berkeley County) је округ у америчкој савезној држави Западна Вирџинија.

## Демографија
По попису из 2010. године број становника је 104.169, што је 28.264 (37,2%) становника више него 2000. године.
| Група             | 2000.          | 2010.          |
| Белци             | 69.733 (91,9%) | 89.379 (85,8%) |
| Афроамериканци    | 3.558 (4,7%)   | 7.432 (7,1%)   |
| Азијати           | 350 (0,5%)     | 878 (0,8%)     |
| Хиспаноамериканци | 1.156 (1,5%)   | 3.961 (3,8%)   |
| Укупно            | 75.905         | 104.169        |